# De l'eau tiède sous un pont rouge
Pour plus de détails, voir Fiche technique et Distribution.
De l'eau tiède sous un pont rouge (赤い橋の下のぬるい水, Akai hashi no shita no nurui mizu) est un film japonais réalisé par Shōhei Imamura, sorti en 2001.

## Synopsis
Avant de mourir, un vieux clochard philosophe livre son secret à Yosuke Sasano, un quadragénaire qui vient d'être licencié de son travail : il a caché un bouddha en or dans une maison située dans un village lointain, et il lui en fait cadeau. Saeko Aizawa, jeune femme qui vit là avec sa grand-mère, saute sur le visiteur et le force à faire l'amour. Au moment de l'orgasme, un geyser jaillit d'elle. Imamura revisite ici le mythe, qui n'en est plus un, de la femme fontaine.

## Fiche technique
- Titre : De l'eau tiède sous un pont rouge
- Titre original : 赤い橋の下のぬるい水 (Akai hashi no shita no nurui mizu?)
- Réalisation : Shōhei Imamura, Daisuke Tengan et Motofumi Tomikawa, d'après le roman de Yō Henmi (ja)
- Scénario : Shōhei Imamura
- Photographie : Shigeru Komatsubara (en)
- Montage : Hajime Okayasu (ja)
- Musique : Shin'ichirō Ikebe
- Société de production : Nikkatsu, Catherine Dussart Production
- Pays d'origine :  Japon
- Langue : japonais
- Format : couleur - 1,85:1 - Stéréo - 35 mm
- Genre : comédie dramatique, romance et fantastique
- Durée : 119 minutes
- Dates de sortie :
  - Japon : 3 novembre 2001[1]
  - France : 28 novembre 2001[2]

## Distribution
- Kōji Yakusho : Yosuke Sasano
- Misa Shimizu : Saeko Aizawa
- Mitsuko Baishō : Mitsu Aizawa
- Mansaku Fuwa : Gen
- Isao Natsuyagi : Masayuki Uomi
- Yukiya Kitamura : Shintaro Uomi
- Hijiri Kojima : Mika Tagami
- Toshie Negishi : Tomoko Sasano
- Sumiko Sakamoto : Masako Yamada
- Gadarukanaru Taka : Taizo Tachibana
- Mickey Curtis : Nobuyuki Ohnishi
- Takao Yamada : Kazuo Namamura
- Katsuo Nakamura : Takao Yamada
- Kazuo Kitamura : Taro